# Marihuana Tax Act of 1937
Der Marihuana Tax Act of 1937, Pub.L. 75-238, 50 Stat. 551, erlassen am 2. August 1937, war ein Gesetz der Vereinigten Staaten, das eine Steuer auf den Verkauf von Cannabis vorsah. Das Gesetz H.R. 6385 wurde von Harry Anslinger verfasst und vom Abgeordneten Robert L. Doughton aus North Carolina am 14. April 1937 eingebracht. Der fünfundsiebzigste Kongress der Vereinigten Staaten hielt am 27., 28., 29., 30. April und 4. Mai 1937 Anhörungen ab. Nach der Bestätigung der Anhörungen durch den Kongress wurde das Gesetz H.R. 6385 als H.R. 6906 umformuliert und mit dem House Report 792 eingeführt. Das Gesetz wird heute allgemein als Marihuana-Steuergesetz von 1937 bezeichnet, wobei die moderne Schreibweise verwendet wird. Dieses Gesetz wurde 1969 im Fall Leary gegen die Vereinigten Staaten gekippt und im folgenden Jahr vom Kongress aufgehoben.

## Geschichte
Kurz nachdem das Marihuana-Steuergesetz von 1937 am 1. Oktober 1937 in Kraft getreten war, verhafteten das Federal Bureau of Narcotics und die Polizei in der Stadt Denver Moses Baca wegen Besitzes und Samuel Caldwell wegen Handels. Die Verhaftung von Baca und Caldwell war die erste Verurteilung nach US-Bundesrecht wegen Nichtzahlung der Marihuanasteuer. Richter Foster Symes verurteilte Baca zu 18 Monaten und Caldwell zu vier Jahren Haft im Gefängnis von Leavenworth.
Nachdem die Philippinen 1942 an die japanischen Streitkräfte gefallen waren, forderten das Landwirtschaftsministerium und die US-Armee die Landwirte auf, Faserhanf anzubauen. Es wurden Steuermarken für den Anbau von Faserhanf an Landwirte ausgegeben. Ohne dass das Marihuana-Steuergesetz geändert wurde, wurden zwischen 1942 und 1945 400.000 Acres (1.600 km²) mit Hanf bebaut. Die letzten kommerziellen Hanffelder wurden 1957 in Wisconsin angepflanzt.
Im Jahr 1967 stellte die von Präsident Johnson eingesetzte Kommission für Strafverfolgung und Justizverwaltung fest: „Das Gesetz bringt nur eine unbedeutende Menge an Einnahmen und macht nur eine unbedeutende Anzahl von Marihuana-Transaktionen öffentlich sichtbar, da nur eine Handvoll Personen unter dem Gesetz registriert sind. Es ist faktisch zu einem reinen Strafgesetz geworden, das Personen bestraft, die Marihuana verkaufen, erwerben oder besitzen“.
Im Jahr 1969 wurde in der Rechtssache Leary v. United States ein Teil des Gesetzes als Verstoß gegen den 5. Zusatzartikel zur Verfassung der Vereinigten Staaten für verfassungswidrig erklärt, da eine Person, die die Steuermarke beantragen wollte, sich selbst belasten musste. Daraufhin verabschiedete der Kongress den Controlled Substances Act als Titel II des Comprehensive Drug Abuse Prevention and Control Act von 1970, mit dem das Gesetz von 1937 aufgehoben wurde.